# Daulo Augusto Foscolo
Daulo Augusto Foscolo, talvolta, erroneamente, Paolo Augusto Foscolo (Venezia, 6 ottobre 1785 – Venezia, 7 giugno 1860), è stato un patriarca cattolico italiano.

## Biografia
Nacque dalla nobile famiglia veneta dei Foscolo (e non era quindi parente del poeta Ugo Foscolo).
Intrapresa la carriera ecclesiastica, ottenne l'ordinazione sacerdotale il 16 aprile 1808 nella Cattedrale di San Marco a Venezia, sua città natale.
L'8 marzo 1816 venne nominato arcivescovo di Corfù, antico possedimento che Venezia rivendicava dall'epoca della soppressione della Serenissima e che anche sotto l'aspetto religioso desiderava ottenere una supremazia locale.
Il 15 marzo 1830 venne nominato patriarca titolare di Gerusalemme, rimanendo in carica sino al 4 ottobre 1847 quando venne nominato Patriarca titolare di Alessandria d'Egitto, titoli questi che ad ogni modo erano unicamente onorifici e gli avevano consentito di risiedere tranquillamente a Venezia, ove morì il 7 giugno 1860.

## Genealogia episcopale
La genealogia episcopale è:
- Cardinale Scipione Rebiba
- Cardinale Giulio Antonio Santori
- Cardinale Girolamo Bernerio, O.P.
- Arcivescovo Galeazzo Sanvitale
- Cardinale Ludovico Ludovisi
- Cardinale Luigi Caetani
- Cardinale Ulderico Carpegna
- Cardinale Paluzzo Paluzzi Altieri degli Albertoni
- Papa Benedetto XIII
- Papa Benedetto XIV
- Papa Clemente XIII
- Cardinale Enrico Benedetto Stuart
- Cardinale Michele Di Pietro
- Patriarca Daulo Augusto Foscolo